# ZooCube
ZooCube est un jeu vidéo de puzzle développé par PuzzleKings et édité par Acclaim Entertainment, sorti en 2002 sur GameCube, PlayStation 2 et Game Boy Advance.

## Accueil
- Jeux vidéo Magazine : 11/20 (GC)[1] - 10/20 (GBA)[2]
- Jeuxvideo.com : 12/20 (GC)[3] - 14/20 (GBA)[4]